# Джиган
Джиган (справжнє ім'я — Денис Олександрович Устименко-Вайнштейн) — російський репер українського походження.

## Біографія
Денис Устименко народився 2 серпня 1985 року у місті Одеса. Ще у віці 9-ти років зацікавився хіп-хоп культурою, що вилилось у запис перших треків у складі реп-групи «Шаманське Зілля» (скорочено — «ШиЗо»). З 11 років почав займатися спортом — відвідував заняття з боксу, тай-боксу і кікбоксингу.
У 2004 році отримав звання майстра спорту України, став чемпіоном України з рукопашного бою, а також срібним призером чемпіонату Європи з кікбоксингу.
Музична кар'єра виконавця розпочалась з треку «Мої Пацани» альбому «Життя або гаманець», згодом вийшов у світ його перший сольний трек «Бійцівський», який пізніше увійшов до збірки «Бандитський Реп». Окрім виконання власних композицій, Денис зайнявся ді-джейством, працюючи спочатку у клубах Одеси, пізніше — Києва та Москви. У 2006 році він випустив три студійні мікси — "Come to Part"y (RnB, Hip-Hop, Dance Hall Mix, Reggaeton), «Sexy On» (Hip-Hop), «Cocaton» (Reggaeton), а вже наступного року повернувся до сольної кар'єри виконавця.
У 2007 році закінчив факультет фізичної культури Південноукраїнського державного педагогічного університету ім. К. Д. Ушинського. У цьому ж році разом з Тіматі і Богданом Титомиром записав пісню «Грязные шлюшки». Разом з цим треком вони виступили на церемонії вручення нагород MTV RMA — це був перший вихід Джигана на велику сцену.
У 2007 році Джиган став офіційним виконавцем лейбла Black Star Inc., випустив першу пісню і кліп «Одноклассница» — спільна робота з Тіматі. У березні 2011 року з'явилася спільна з Юлею Савичевой композиція «Отпусти». Пісня піднялася в радіочарті «Tophit» до 8 місця і посіла перше місце чарту Weekly Audience Choice Top Hit (складений за даними про ефіри пісень За тиждень в програмах за заявками радіослухачів). Кількість переглядів кліпу на YouTube перевищила 17 мільйонів. 28 вересня 2011 року вийшла ще одна спільна робота — «Ты рядом», записана спільно з Жанною Фріске.
У листопаді 2011 року знявся в епізодичній ролі фільму «Бій з тінню 3: Останній раунд».
Знявся в одній із серій серіалу «СашаТаня», зігравши самого себе.
У 2012 році записав пісню «Карнавал» разом з «Дискотекою Аварією» і співачкою Вікою Крутою. Вийшов однойменний відеокліп.
5 квітня 2012 року на честь виходу альбому «Холодное сердце» Джиган представив кліп на пісню «Нас больше нет». У записі цього альбому, крім Юлії Савичевой, Жанни Фріске і Анни Сєдокової, взяли участь Сосо Павліашвілі, Тіматі, Теона Дольникова, Дискотека Аварія і Віка Крута, над реміксами працював DJ M. E. G. реліз платівки відбувся 10 квітня 2012 року.
У вересні того ж року вийшов перший сингл «Держи меня за руку» з другого студійного альбому під назвою «Музика. Життя». Далі пішла пісня «На край світу».
20 листопада 2013 року вийшов другий студійний альбом Джигана «Музыка. Жизнь». До нього увійшли сингли «Держи меня за руку» і «На край света», а також дуети з Дімою Біланом і колишньою вокалісткою 5sta Family Лоей.
31 грудня 2013 року у Джигана закінчився контракт з «Black Star Inc». Артист перейшов на «SBA Production», який був підлейблом Warner Music Russia (ex-Gala Records). А після закриття підлейблів Гали в 2017 році, вже на сам Warner Music Russia.
У лютому 2014 року вийшов танцювальний трек «Надо подкачаться». У кліпі брали участь чемпіони Росії та Європи з бодібілдингу.
Навесні 2014 року вийшли пісня і кліп «Небо», записані зі співачкою Asti. Режисером відео став Павло Худяков.
У вересні 2014 року Джиган і Юлія Савічева представили другу спільну роботу і відео «Любить больше нечем». Дует опинився на першій сходинці в iTunes і в ефірі популярних радіостанцій Love Radio, Europa Plus, DFM та інших. Трек посів перше місце чарту Weekly Audience Choice Top Hit (складений за даними про ефіри пісень За тиждень в програмах за заявками радіослухачів).
У травні 2015 року вийшов третій альбом «Твой выбор». У червні на премії «Муз-ТВ» Джиган отримав премію як кращий хіп-хоп-виконавець року. На премії «Російського радіо» "Золотий грамофон"в кінці року отримав диплом за пісню «Я и ты». На премії «Пісня року» — нагороду за трек «Любить больше нечем».
На початку 2016 року вийшов дуетний трек і Відео зі Стасом Михайловим «Любовь-наркоз». На трек був знятий кліп. У 2016 році відбувся реліз четвертого студійного альбому під назвою «Джига». Альбом складається з 15 треків.
У 2016 році записав трек «До последнего вздоха» з Бастою, «Мой Мир» з Asti, «Готов на все» з Базілем.
30 Червня 2017 року вийшов п'ятий студійний альбом з 12 треків «Дни и ночи».
У грудні 2017 року з синглом «Дни и ночи» Джиган стає лауреатом премії «VK Music Awards».
9 липня на премії «Муз-ТВ» Джиган став переможцем номінації «хіп-хоп-виконавець року». У грудні 2017 року з синглом «Дни и ночи» Джиган став лауреатом премії.
У засобах масової інформації Джиган неодноразово піддавався звинуваченням у плагіаті треку «Дни и ночи». За повідомленнями деяких джерел, музика була взята з треку «Тает лёд» групи «Гриби», а образи в кліпі — з творчості Die Antwoord.
У лютому 2018 року вийшов сингл «ДНК», записаний Джиганом спільно з Артемом Качером. Відеокліп набрав понад 27 млн переглядів на YouTube.
8 червня 2018 року на премії телеканалу «МУЗ-ТВ» Джиган отримав тарілку як «кращий хіп-хоп проект року».
25 липня «ДНК» отримав статус чотириразової платини — 400 000 проданих копій.
У грудні 2018 Джиган з дружиною Оксаною Самойловою спільно з медіа компанією «Акула МЕДІА ГРУП» і великими брендами організували для своїх шанувальників масштабний конкурс і подарували більше 200 000 призів, серед яких головний приз Ауді А4.
27 травня 2019 року IX російської музичної премії RU.TV Джиган став лауреатом в номінації «Кращий хіп-хоп проект».
7 червня 2019 року на премії телеканалу «МУЗ-ТВ» Джиган отримав тарілку як «кращий хіп-хоп проект».
29 грудня 2019 року Джиган разом з Bahh Tee випустив кліп на пісню «Кислород». Це трек-посвята дружині репера Оксані Самойловій.
12 травня 2020 року Джиган офіційно помирився з Тіматі, з яким у нього до цього був конфлікт.
30 січня 2023 року повідомили, що Джиган змінює громадянство на ізраїльське.
18 березня 2024 року Джиган з'явився на виборах РФ із російським паспортом.
Навесні 2025 року став одним із ведучих «інтелектуального шоу» «Джиганіна», яке виходить на онлайн-платформі «ВК Видео».

## Політична позиція
У 2022 році висміяв російських «уклоністів» від мобілізації.
Підтримує путінський режим та війну Росії проти України.

## Санкції
6 січня 2023 року Джиган доданий до підсанкційного списку України, передбачається блокування активів на території країни, припинення виконання економічних і фінансових зобов'язань, припинення культурних обмінів і співпраці, позбавлення українських держнагород.

## Особисте життя
Дружина Оксана Самойлова — колишня модель, брала участь у кількох рекламних кампаніях популярних марок, підприємиця, засновниця брендів MiraSezar і Sammy Beauty.
27 липня 2011 року народилася дочка Аріела.
3 вересня 2014 року народилася донька Лея.
27 квітня 2017 року народилася донька Майя.
18 лютого 2020 року народився син Давид.